# Wish You Were Here (film, 1987)
Pour les articles homonymes, voir Wish You Were Here.
Pour plus de détails, voir Fiche technique et Distribution.
Wish You Were Here est une comédie dramatique britannique écrite et dirigée par David Leland, sortie en 1987.
Elle met en scène Emily Lloyd et Tom Bell. La bande originale a été composée par Stanley Myers.

## Synopsis
Âgée de tout juste 16 ans, Lynda Mansell joue la provocatrice dans son petit bourg de bord de mer britannique des années 1950. Au grand déplaisir de son père veuf qui ne sait plus comment s'en occuper, elle choque volontiers son entourage par son vocabulaire peu retenu (son juron favori : "Up yer bum"). Naïve, elle vit ses premières expérience sexuelles et tombe enceinte du fait d'un ami de son père. Incapable de garder un travail, elle se fait offrir par sa tante de quoi payer l'avortement, mais décide finalement de garder l'enfant, et se promène triomphalement devant la bonne société avec son bébé.

## Fiche technique
- Titre original : Wish You Were Here
- Titre français : Too Much !
- Réalisation     : David Leland
- Société de distribution : Atlantic Releasing Corp
- Pays d'origine :  Royaume-Uni
- Langue : anglais
- Format : Couleurs — 35 mm — 1,66:1 — Son : Mono
- Durée : 92 min

## Distribution
- Emily Lloyd : Lynda Mansell
- Tom Bell : Eric
- Jesse Birdsall : Dave
- Clare Clifford : Mrs. Parfitt
- Barbara Durkin : Valerie
- Geoffrey Hutchings : Hubert Mansell
- Charlotte Barker : Gillian
- Chloë Leland : Margaret
- Charlotte Ball : Lynda (à 11 ans)
- Pat Heywood : tante Millie
- Abigail Leland : Margaret (à 7 ans)
- Geoffrey Durham : Harry Figgis
- Neville Smith : gérant du cinéma
- Heathcote Williams : Dr. Holroyd
- Val McLane : Maisie Mathews
- Susan Skipper : la maman de Lynda
- Lee Whitlock : Brian
- Sheila Kelley : Joan Figgis

## À noter
Le film devait initialement être le début d'une biographie de Cynthia Payne (en). Au vu de l'ampleur qu'il a prise, David Leland a décidé d'en faire un film autonome.

## Récompenses et distinctions
- 1987 : Evening Standard British Film Awards Emily Lloyd meilleure actrice
- 1987 : National Society of Film Critics Emily Lloyd meilleure actrice
- 1987 : Prix FIPRESCI au Festival de Cannes 1987
- 1988 : BAFTA Award David Leland meilleur scénario original (Best Original Screenplay)
- 1988 : BAFTA Award Nomination : Emily Lloyd meilleure actrice